# Moebelia
Genre
Synonymes
- Araeoncoides Wunderlich, 1969

Moebelia est un genre d'araignées aranéomorphes de la famille des Linyphiidae.

## Distribution
Les espèces de ce genre se rencontrent en zone paléarctique.

## Liste des espèces
Selon World Spider Catalog (version 16.5, 29/10/2015) :
- Moebelia berolinensis (Wunderlich, 1969)
- Moebelia penicillata (Westring, 1851)
- Moebelia rectangula Song & Li, 2007

## Publication originale
- Dahl, 1886 : Monographie der Erigone-Arten im Thorell schen. Sinne, nebst andern Beiträgen zur Spinnenfauna Schleswig-Holsteins. Schriften des Naturwissenschaftlichen Vereins für Schleswig-Holstein, vol. 6, p. 65-102.